# Uyển Lý

Vị trí tại Miêu Lật

Uyển Lý (tiếng Trung: 苑裡鎮; bính âm: Yuànli Zhèn, Pe̍h-ōe-jī: Oán-lí-tìn) là một trấn của huyện Miêu Lật, tỉnh Đài Loan, Trung Hoa Dân Quốc (Đài Loan). Đây là trấn lâu đời nhất của huyện Miêu Lật và nằm trong lưu vực của sông Đại An. Trấn có diện tích 68,2472 km², tổng dân số vào tháng 8 năm 2011 đạt 48.528 người thuộc 13.908 hộ gia đình, mật độ cư trú đạt 711,1 người/km².